# Voyer de Paris
Pour les articles homonymes, voir Voyer.
Le voyer de Paris est le titulaire d'un office créé par le roi de France Louis VII au XIIe siècle pour gérer la voirie, à la fois en assurant la justice et réglementant l'usage commercial des voies et en percevant les droits dans la ville de Paris.
À la suite des conflits récurrents avec la prévôté, le voyer se cantonna progressivement à la gestion financière et urbanistique de la Ville avant d’être intégré au XVIIe siècle au Bureau des Finances.
Cette fonction architecturale et urbanistique fut conservée dans l’administration de Paris sous diverses formes jusqu'à nos jours.

## Office royal

### Origine de la charge de Voyer
Les travaux du Centre national de ressources textuelles et lexicales montrent que : 

« Autour de 1100 on note une reference au veier « officier de justice chargé de la basse et moyenne justice ». Pendant le règne de Saint Louis, le voier « seigneur chargé de la justice sur les chemins » est cité par Étienne Boileau, prévôt de Paris dans son Livre des métiers, publié en 1268.
Le nom vient du latin vicarius « remplaçant, représentant » (devenu vicaire) dont les acceptions se sont étendues dans la terminologie administrative dès l'époque impériale puis en latin médiéval au sens de « fonctionnaire royal, délégué du comte (dans le royaume franc) », et au XIe siècle au sens de « agent seigneurial exerçant la justice et percevant les droits et coutumes », pour désigner ensuite dans le nord de la France un officier de justice dont les attributions étaient proches de celles du prévôt, en particulier celles de la police des voies (ce qui rapprochait, aussi bien sémantiquement que phonétiquement voyer des représentants de via, « route »); on retrouve de même dans le Sud de la France le viguier »

.

### Le voyer au Moyen Âge
La charge de voyer de Paris est créée par le roi Louis VII en 1170.
Saint Louis édicte que la charge de voyer à Paris est donnée à vie. Étienne Boileau précise que la juridiction contentieuse de la voirie ne lui incombait pas, et qu'elle revenait au prévôt de Paris, comme faisant partie de la police générale. Cependant le voyer exerce des pouvoirs de justice et perçoit des impôts comme l'atteste le Registre de Jean Sarrazin, voyer de Paris en l'an 1270. Rapidement, le voyer se considère au même rang que le Prévôt de Paris et siège lui aussi au Châtelet. Le conflit de pouvoir perdurera jusqu'à ce que le rôle financier du Voyer, intégré au bureau des Finances, l’éloigne des tâches de justice et de police.
Cette affirmation de pouvoir est réitérée par le Voyer Jean Vayan, en 1450.
Le voyer de Paris est assisté de lieutenants et de commis voyers. Son rôle est étendu à la fixation des alignements qui favoriseront un élargissement progressif des voies étroites mais aussi à la suppression des maisons sur les ponts et la construction du premier pont moderne : le Pont Neuf, entre 1579 et 1607.

### Le voyer après 1626
À partir de mai 1599, afin d'obtenir une surintendance générale de la voirie, les Voyers des villes du Royaume sont soumis par Henri IV au Grand voyer de France, office créé au bénéfice de Sully. Celui-ci en 1603 acquiert aussi la charge de Voyer de Paris et par déclaration royale du 4 mai 1606 les fit unir. En 1626, l'office de grand voyer fut fusionné avec le bureau des finances, celui de voyer particulier de Paris supprimé, et les droits de la voirie réunis au domaine. Mais par édit du mois de juin suivant, l'office de voyer de Paris fut rétabli, et les choses demeurèrent en cet état jusqu'en 1635, que les trésoriers de France du bureau des finances de Paris acquirent cet office de voyer. Au moyen de la réunion de ces deux offices de voyer et de grand voyer, les trésoriers de France se disent grands voyers dans toute la généralité de Paris.
Sur la recommandation de Colbert, le roi nomme quatre conseillers commissaires généraux de la voirie qui exercent leurs prérogatives pour le Bureau des finances, sur les quartiers de Saint-Honoré, Saint-Antoine, Saint-Victor et Saint-Germain.

## Administration municipale

Plan de Verniquet

Le changement fondamental est pris à la suite de la Déclaration du roi Louis XVI du 10 avril 1783 concernant les alignements et ouvertures de rues dans Paris. Ce texte apparaît comme le premier règlement d’urbanisme parisien :
- la levée des plans de toutes les rues de la ville et des faubourgs de Paris par les commissaires généraux de la voirie (Publié en 1790, le plan de Paris dressé par l’architecte Edme Verniquet a avec une précision telle qu'il sera la base de tous les plans du XIXe siècle) ;
- une largeur minimale pour les nouvelles voies (environ 10 mètres) ;
- un rapport constant entre la hauteur des maisons et la largeur de la voie (encore applicable dans le centre de Paris) ;
- le dépôt du plan des constructions et reconstructions projetées et l’obtention d’une autorisation avant leur mise en œuvre (ancêtre du permis de construire).

A la Révolution, l'office de voyer de Paris est intégrée à l'administration municipale. Avec sept autres architectes au sein de la Commission des Artistes, les commissaires dressent peu après la Révolution un plan d’aménagement d’ensemble de Paris.
Avec Napoléon Ier, ils deviennent commissaires voyers et intègrent la Direction des travaux publics de Paris pour prendre en charge la Grande voirie, au sein de la préfecture de la Seine. La police de la Petite voirie relève pour sa part de la compétence de la préfecture de Police.
Au XIXe siècle, les voyers ont pour mission de relever les plans de Paris pour établir l'ancêtre de l'actuel cadastre et asseoir l'impôt foncier. Les « commissaires-voyers » fixent la largeur des voies, tracent les alignements et contrôlent les demandes d'autorisation de construire, la salubrité des habitations, décident des ravalements à réaliser...
Sous l’initiative de Napoléon III, Haussmann lance une nouvelle transformation de la Ville. Le préfet met en place une organisation administrative adaptée : la Direction du plan de Paris. Puis un arrêté du préfet de la Seine daté du 13 juin 1895 crée le corps des architectes voyers de la ville de Paris.
De nos jours, le corps des architectes voyers de la Ville de Paris est un corps de fonctionnaires territoriaux qui traitent des dossiers d’équipement, d’urbanisme, d’environnement et de la conservation du patrimoine et notamment des édifices cultuels. Ils sont recrutés par concours de la ville de Paris et comme tous les autres architectes, ils sont diplômés d’une école d’architecture. Certains sont par ailleurs également architectes du patrimoine.

### Sources et bibliographie
- Honoré-Antoine Frégier, Histoire de l'administration de la police de Paris depuis Philippe-Auguste jusqu'aux États Généraux de 1789, volume 2, Paris, 1850, p. 189.
- Les Limites de Paris (XII-XVIIIe siècles) publié par Anne Conchon, Hélène Noizet, Michel Ollion, 2017, éd. universitaires de Septentrion.
- Maurice Block, Dictionnaire de l'administration française, Paris, 1856, p. 294.
- L’évêque de Paris et l'administration municipale jusqu'au XIIe siècle, Robert Barroux, Revue d'histoire de l'Église de France  Année 1960 , vol 143,  pp. 5-17

### articles connexes
- Grand voyer (France)